# Коконат-Гров
Коконат-Гров (с англ. — «Кокосовая роща») ― старейший район Майами в округе Майами-Дейд, штат Флорида. Район ограничен Норт-Проспект-Драйв на юге, Лежен-роуд на западе, шоссе Саут-Дикси (США 1) и дамбой Рикенбакер на севере и заливом Бискейн на востоке. Он расположен к югу от районов Брикелл и Роудс и к востоку от Корал-Гейблс.
Коконат-Гров был образован в 1925 году, когда к городу Майами присоединились два района одинаковой площади — город Коконат-Гров и Силвер-Блафф. Многие местные жители гордятся тем, что Коконат-Гров является одним из самых зелёных районов Майами.
Коконат-Гров напрямую обслуживается метро Майами.

## В массовой культуре
Коконат-Гров является популярным объектом для съёмки. Он был показан в таких фильмах и сериалах, как «Всё о Бенджаминах», «Лицо со шрамом», «Декстер», «Плохие парни», Знакомство с Факерами, «Марли и я».
Здесь снимался клип на песню Джорджа Майкла «Careless Whisper».

## Галерея

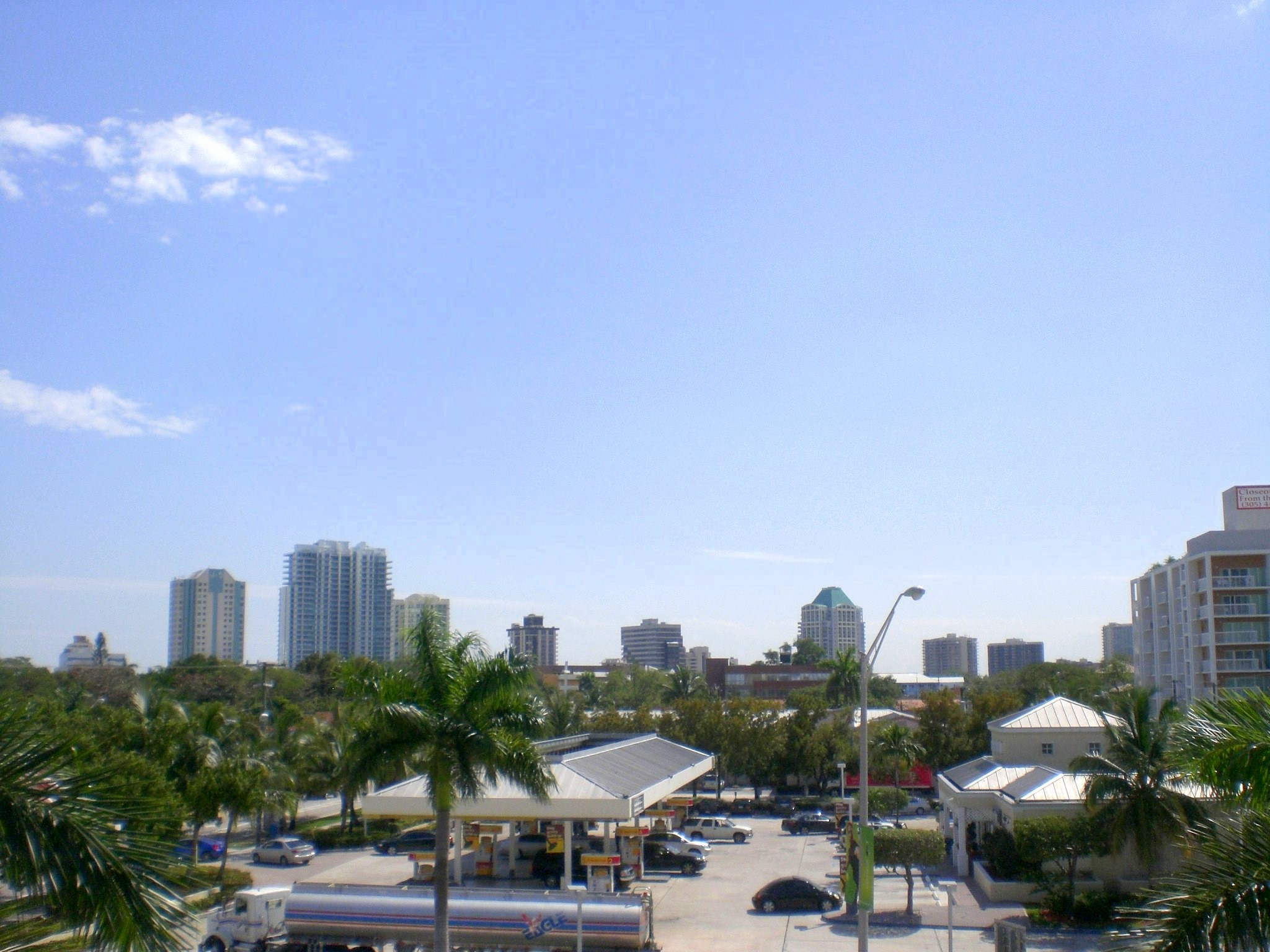
Горизонт Коконат-Гров
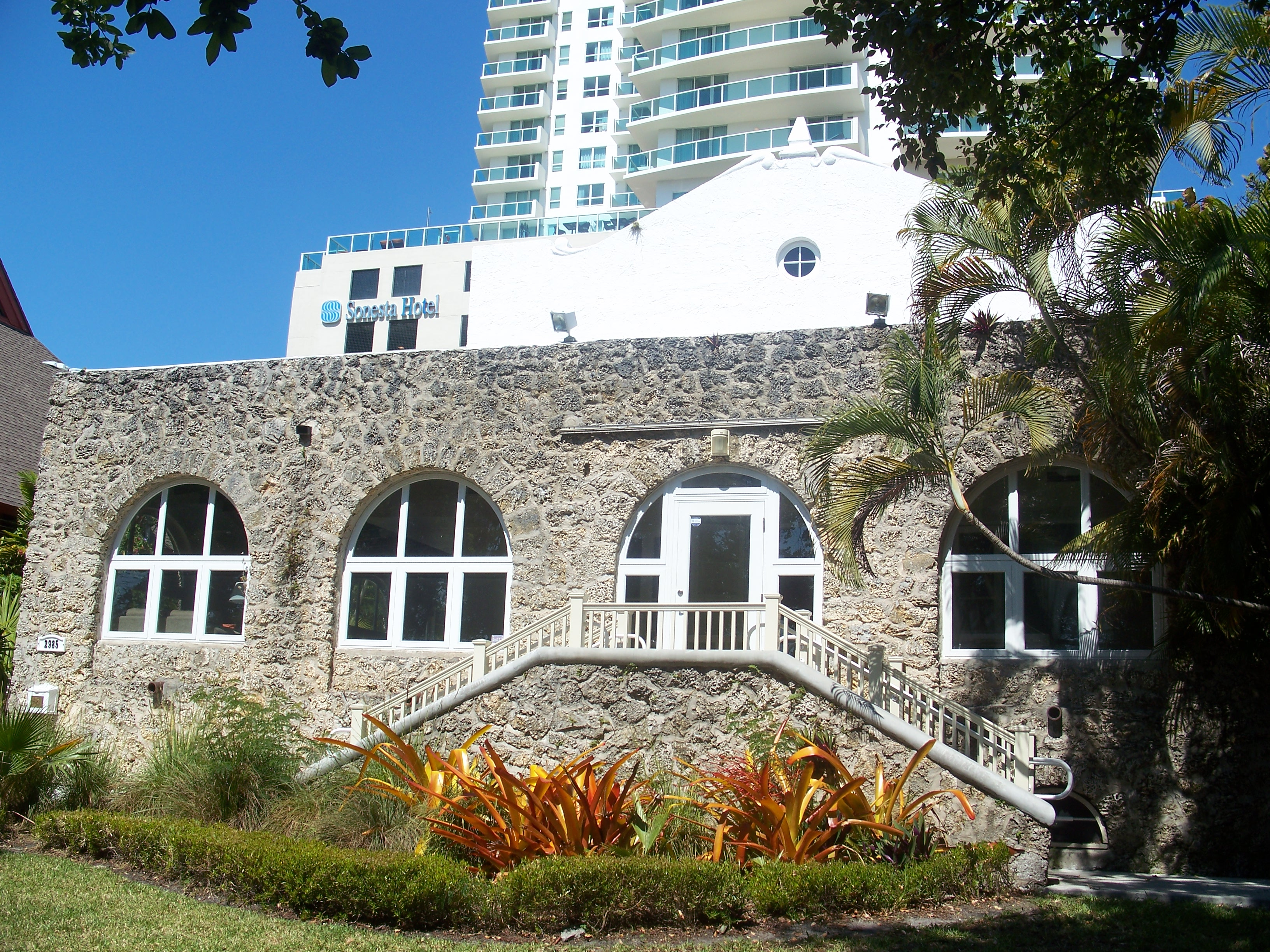
Здание женского клуба в Коконат-Гров, построенное в 1921 году по проекту архитектора из Майами Уолтера де Гармо
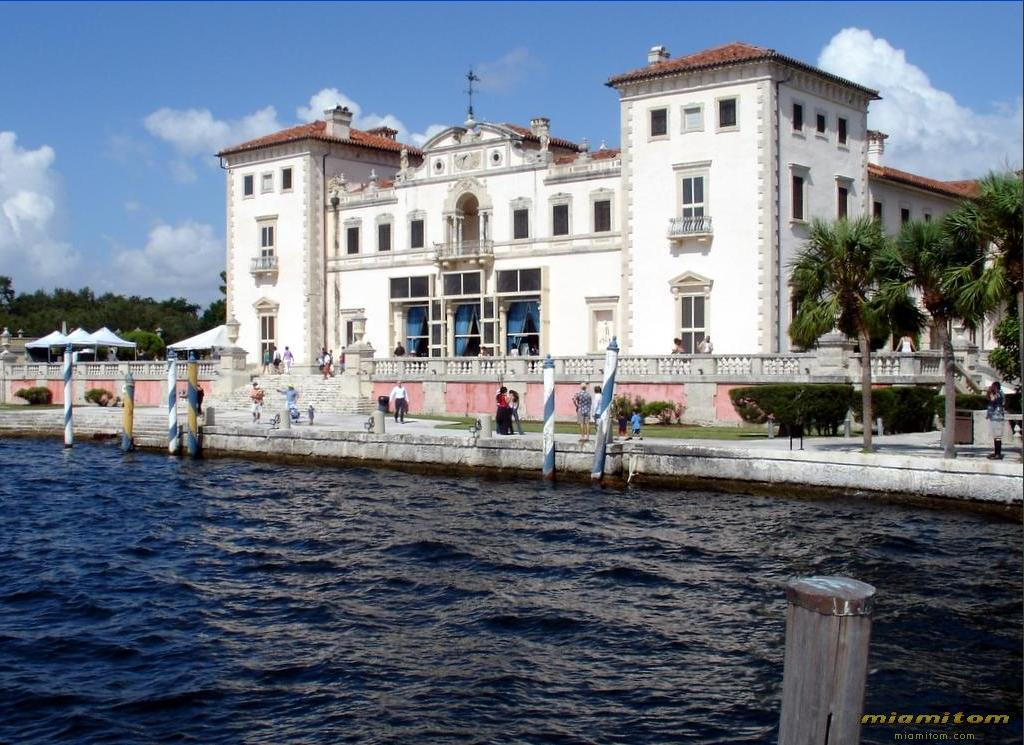
Вилла Визкайя
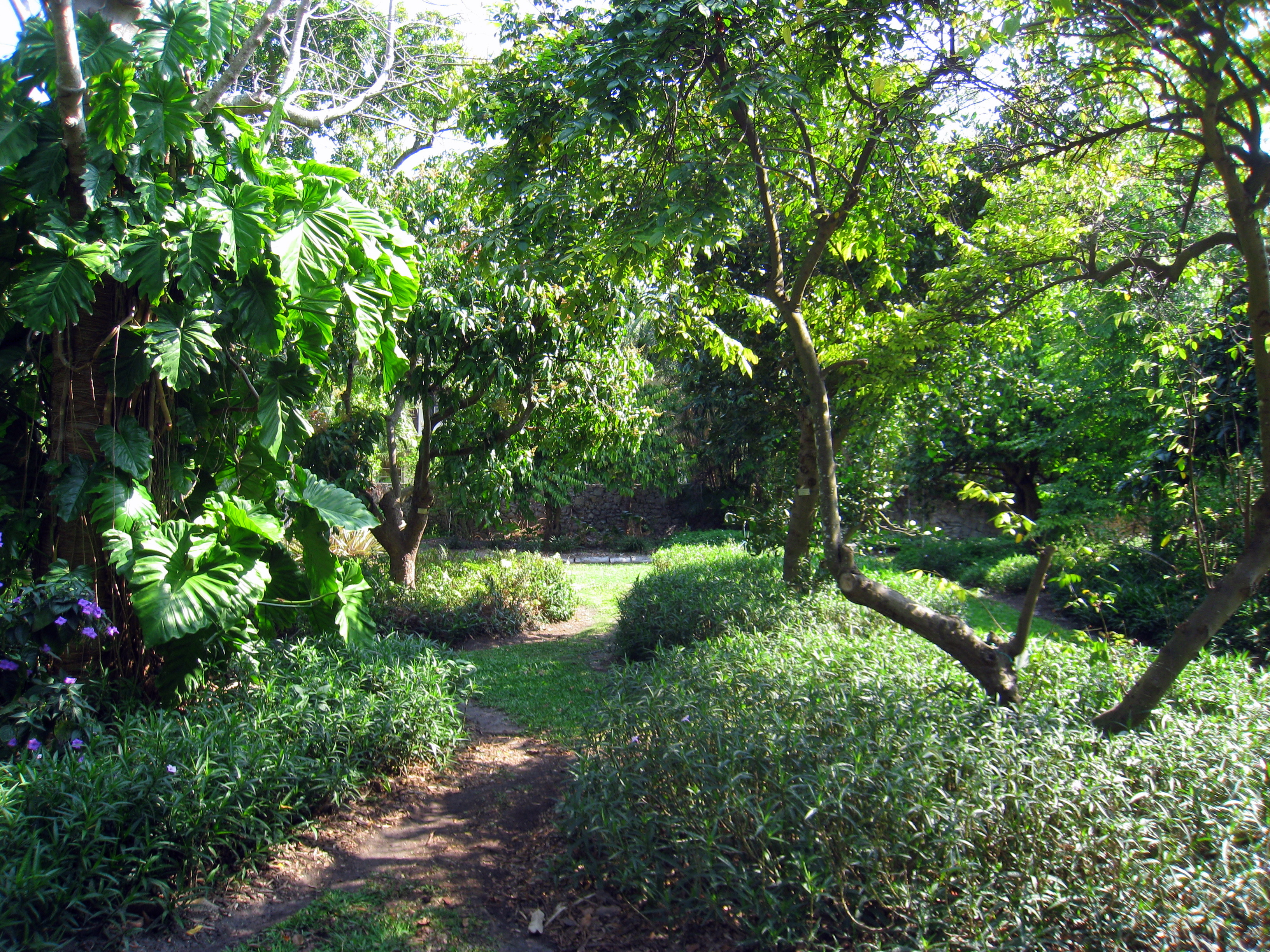
Ботанический сад Кампонг
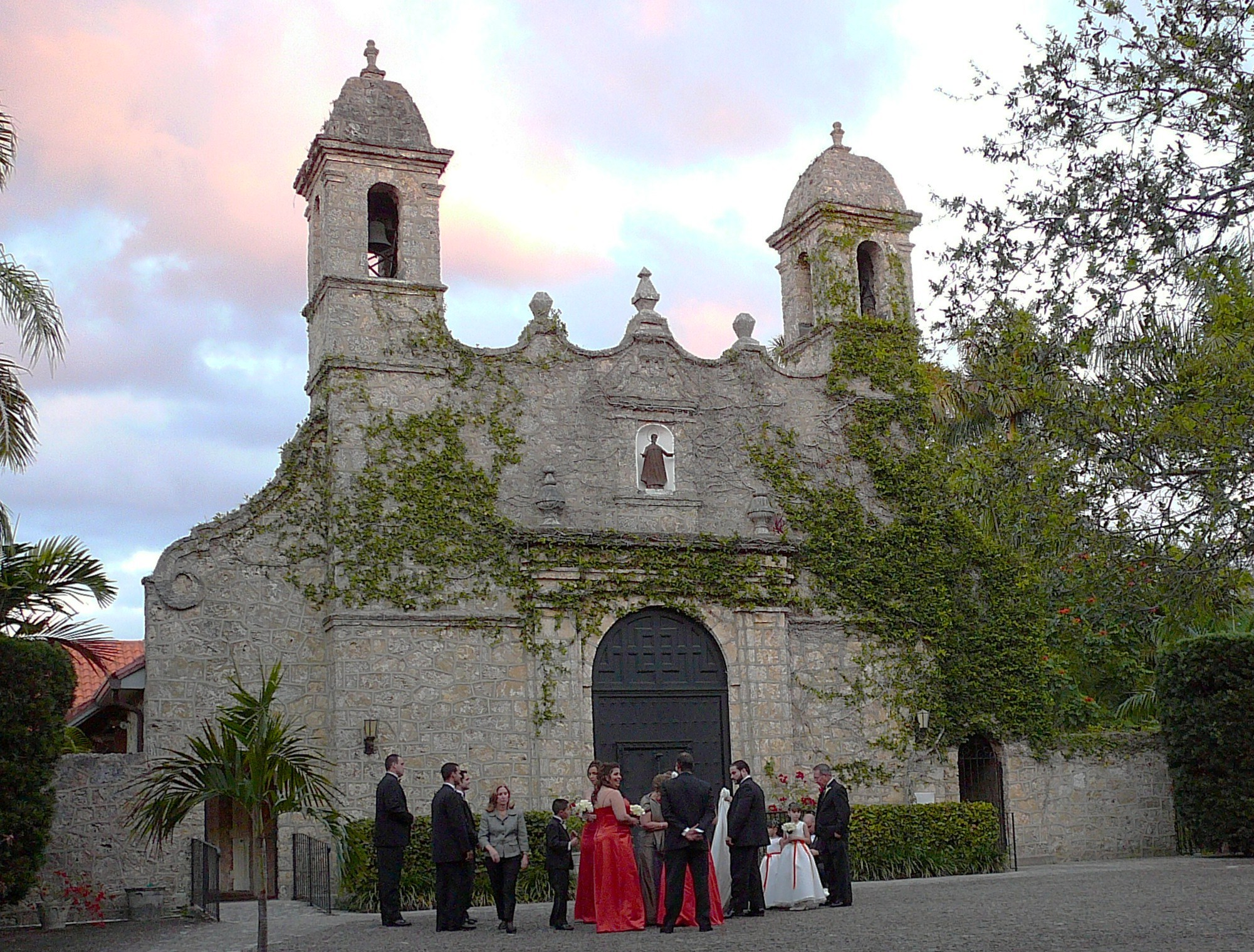
Плимутская конгрегационная церковь